# Maxmagnus
Maxmagnus je talijanski komični strip. Autor (scenarist) je Max Bunker, a crtači su bili Magnus (ranije) te Leone Cimpellin i Domenico Marino (kasnije).

## Izdanja
U Hrvatskoj je izdavač stripova bio Superstrip. Maxmagnus je koštao dvjesto do tristo dinara. Prevodio ga je Davor Brixy.

## Povijest
Prve, kraće epizode, izlazile su od 1968. do 1970. godine u sklopu časopisa Eureka. Scenarist je bio Max Bunker, a crtač je bio Magnus. Zato se i strip zove Maxmagnus, prema njima dvojici. Ipak, tijekom 80-ih godina Bunker opet pokreće strip, kao samostalan, i izdaje dvadesetak epizoda. Sad su crtači stripa Leone Cimpellin i Domenico Marino. Tijekom 80-ih godina je izlazio samo u Francuskoj i Jugoslaviji. Od 2007. strip opet izdaje kuća Strip-Agent.

## O stripu

### Vrijeme radnje
Radnja stripa se odvija u srednjem vijeku, znači između 476. g. i 1792. g., vjerojatno negdje između 9. i 15. stoljeća. To je bilo doba apsolutističkih monarhija, aristokracije, feudalaca i kmetova te vladavine Crkve. U ono doba seljaci i kmetovi su živjeli teško, a plemići su uživali u životu. Kralj je pak imao svu vlast u svojim rukama, ali je koristio pomoć plemstva, Crkve i vojske.

### Sinopsis
Radnja se odvija u izmišljenom carstvu Maxmagnus, koje se nalazilo negdje u Europi. U stripu se pojavljuju kraljevi, čarobnjaci, vještice, vitezovi, lopovi i princeze, ali je cijela radnja uklopljena i u nju je ubačeno mnogo crnog humora. Ovo je ipak bezvremenska priča, jer se može odnositi na svaki oblik vlasti. Glavni lik je kralj Maxmagnus koji želi izvući što je više moguće novca od siromašnog naroda. U tome mu neki pomažu, a neki mu se protive. U stripu nema heroja ni pozitivaca, nego svi žele izvući novac i dobrobit iz svega, bili to kraljevi, čarobnjaci ili predstavnici naroda, drugih kraljevstava ili čak religije.

## Likovi
- Maxmagnus - debeli i pohlepni car koji živi u svom dvorcu. Vlada svojim carstvom Maxmagnus, koje se zove isto kao i on. Njegovi omiljeni hobiji su sviranje harfe i frule. Osim toga, on uživa u nametanju novih i suludih poreza kako bi od jadnog naroda dobio što je više moguće novaca. Voli ga samo njegova vlastita kći. Maxmagnus je inače naivan i ne baš pametan, ali kad dođe u pitanje uzimanje novaca, postaje vrlo pametan (ili se to čini jer dobiva savjete od nekih pametnijih).

- Ministar financija - lopov, ministar i kraljev "vjerni" pomoćnik. Vrlo je pametan i uvijek želi prevariti sve moguće. Iako je u osnovi zadužen za nove poreze i pomaganje svom gospodaru, on zapravo radi za onog tko više plaća. Ponekad je u službi naroda, ponekad je odan kralju, a ponekad čak i plemstvu.[3] Njega karakterizira i kleptomanija, jer on svako-malo ukrade nešto od nečega, a ponekad koristi i trikove (poznat je po tome da ljubi kraljici ruke i dotle zubima skida prstenje s nje). Vrlo je nizak i ima velik nos. Jako je pohlepan i učinit će sve za novac. Želio bi i doći na prijestolje, te je ponekad i protiv kralja.[4]

- Kraljica - ona je debela i pohlepna kao njezin suprug, ali nije naivna, te skoro uvijek prozre planove ministre financija.

- Princeza - ona je jako ružna i naivna. Kralj i kraljica je žele dati ženiku, ali to im nikako ne uspijeva. Kad je vide, mogući prosci se uglavnom šokiraju. Kad se princ od Zakrpe morao oženiti njome, glumio je da je poludio da se to ne dogodi.[5]

- Vrač Truba - čarobnjak koji je vjerojatno šarlatan. Živi s pticom u dvorcu Maxmagnus, ali kasnije prelazi u susjedno kraljevstvo. Pomagao je princu da se ne oženi princezom od Maxmagnusa.[5]

- Vještica Harpija - prava vještica, ali umjesto čarobnih napitaka više voli one alkoholne. Vrijeme provodi konstantno pijana u svom kotlu sa svojim ljubimcem, zmajem. No, ponekad napravi i prave napitke, što zna i izazvati probleme, kao kad je cara pretvorila u žapca.[6]

- Kralj od Zakrpe - kralj siromašnog kraljevstva koje graniči s Maxmagnusovim. Želi imati što je moguće više novca, te udati princa od Zakrpe za princezu od Maxmagnusa kako bi se povećala moć njegove monarhije.

- Princ od Zakrpe - sin kralja od Zakrpe, koji je zaljubljen u siromašnu pučanku i ne želi se udati za princezu od Maxmagnusa.

- Veliki i mali svećenik - glavni predstavnici religije koja je glavna u carstvu Maxmagnus. Oni djeluju globalno, a ne lokalno. Vođeni su blagoslovom "Onoga koji sve vidi i sve zna". Njihovo poimanje vjere uključuje stvari poput otvaranja čudotvornih jezera gdje se ulaznica naplaćuje deset bakrenjaka.[7] Njih dvojica predstavljaju Katoličku Crkvu, koja je u srednjem vijeku imala prevlast.

- Lopov Drpiga - bandit koji živi u planinama. Iako nije baš sposoban, on je strah i trepet carstva Maxmagnus i Kraljevstva od Zakrpe. Na njega se uvijek svaljuje krivica za sve probleme, te služi kao odvlačenje pažnje od stvarnih nevolja.[8]

- Četverooki, Gnok i Still - glavni agitatori revolucije, čija revolucija uglavnom započinje u krčmi a završi u pijanstvu.

- U.B.S. - vojska staraca koji su protjerani iz carstva jer žive na račun države, te su se udružili kako bi se osvetili caru.

- Marcel - ulični svirač koji baš i nema poštovanja prema kralju.

- Plemstvo - uglavnom je na strani kralja zbog povlastica, ali se lako okrene protiv njega kad se zatraži porez i od njih.[3]

- Narod - većina podanika carstva Maxmagnus, na čija pleća car i ministar bacaju velike poreze. Narod živi siromašno i teško te ne voli kralja, ali nema borbe za revoluciju.

## Popis epizoda
| 1. Bio jednom jedan kralj 2. Dan carske pravde 3. Čudotvorno jezero 4. Otmica princa 5. Lanac bratske pomoći 6. Osvanuo je veliki dan 7. Svadba je ugovorena 8. Raskošno slavlje 9. Poludjeli princ 10. Sudbonosna zavjera 11. Nova godina mira 12. Prijetnja u sjeni 13. Drpiga je uhvaćen | 14. Operacija slika i prilika 15. Veliki turnir 16. Trenutak pobune 17. Poslije pobune 18. Šepavi trijumvirat 19. Javno suđenje 20. Republika Četverookog 21. Čovjek za sva vremena 22. Plavokrvna uhoda 23. Novi trijumvirat 24. Šašava republika 25. Sve iznova |